# Pharga pholausalis
Pharga pholausalis là một loài bướm đêm trong họ Erebidae.